# Winnertzia asiatica
Winnertzia asiatica är en tvåvingeart som beskrevs av Boris Mamaev 1963. Winnertzia asiatica ingår i släktet Winnertzia och familjen gallmyggor.
Artens utbredningsområde är Uzbekistan. Inga underarter finns listade i Catalogue of Life.